# Forficula smyrnensis
Forficula smyrnensis es una especie de tijereta del género Forficula, familia Forficulidae, orden Dermaptera.

## Distribución
Se distribuye por Grecia, Bulgaria, Turquía, Israel, Hungría, Austria, Siria, Croacia, Rumania, Serbia, Chipre, Ucrania y Líbano.

## Taxonomía
Fue descrita por Audinet-Serville en 1838.
Tratamiento taxonómico
La especie aparece registrada y publicada en Histoire naturelle des insectes. Orthopteres. Librairie encylopédique de Roret, Paris. i-xviii, 1–776